# Tramwaje w San Antonio
Tramwaje w San Antonio − zlikwidowany system komunikacji tramwajowej w San Antonio w Chile.

## Historia
Tramwaje konne w San Antonio uruchomiono w 1880. Linia o długości około 8 km i rozstawie szyn wynoszącym 600 mm połączyła dworzec kolejowy z Boca de Maipo. Przed 1918 otwarto 6 km linię tramwaju parowego. W kolejnych latach otwarto linię tramwaju benzynowego do Lloleo. System zamknięto w latach 30. XX w.